# Protocobitis
Protocobitis és un gènere de peixos actinopterigis de la família dels cobítids.

## Taxonomia
- Protocobitis polylepis (Zhu, Lü, Yang & Zhang, 2008)[3]
- Protocobitis typhlops (Yang, Chen & Lan, 1994)[4][5][6][7][8][9][10][11][12]